# Chanson Bassa
Une chanson Bassa est une composition musicale traditionnelle du peuple Bassa composée d'un texte et d'une mélodie destinée à véhiculer la culture Bassa. Son interprétation peut se faire sans accompagnement instrumental, c'est-à-dire a cappella, ou bien être accompagnée d'un ou de plusieurs instruments tels que le balafon, le tam-tam ou la guitare. Elle peut être à une voix (monodie) ou à plusieurs (polyphonie) comme dans une chorale.

## Forme et genre
La chanson Bassa revêt plusieurs formes et genres, notamment:
- Les chansons épiques du peuple Bassa qui sont au sept. Sous la forme de poésie rythmique, elles relatent les enseignements de la morale tribale et de la magnanimité africaine. Les thèmes de la culture, de la sorcellerie, de la corruption, des conflits conjugaux y sont abordés[1].